# Tablica na numery pieśni

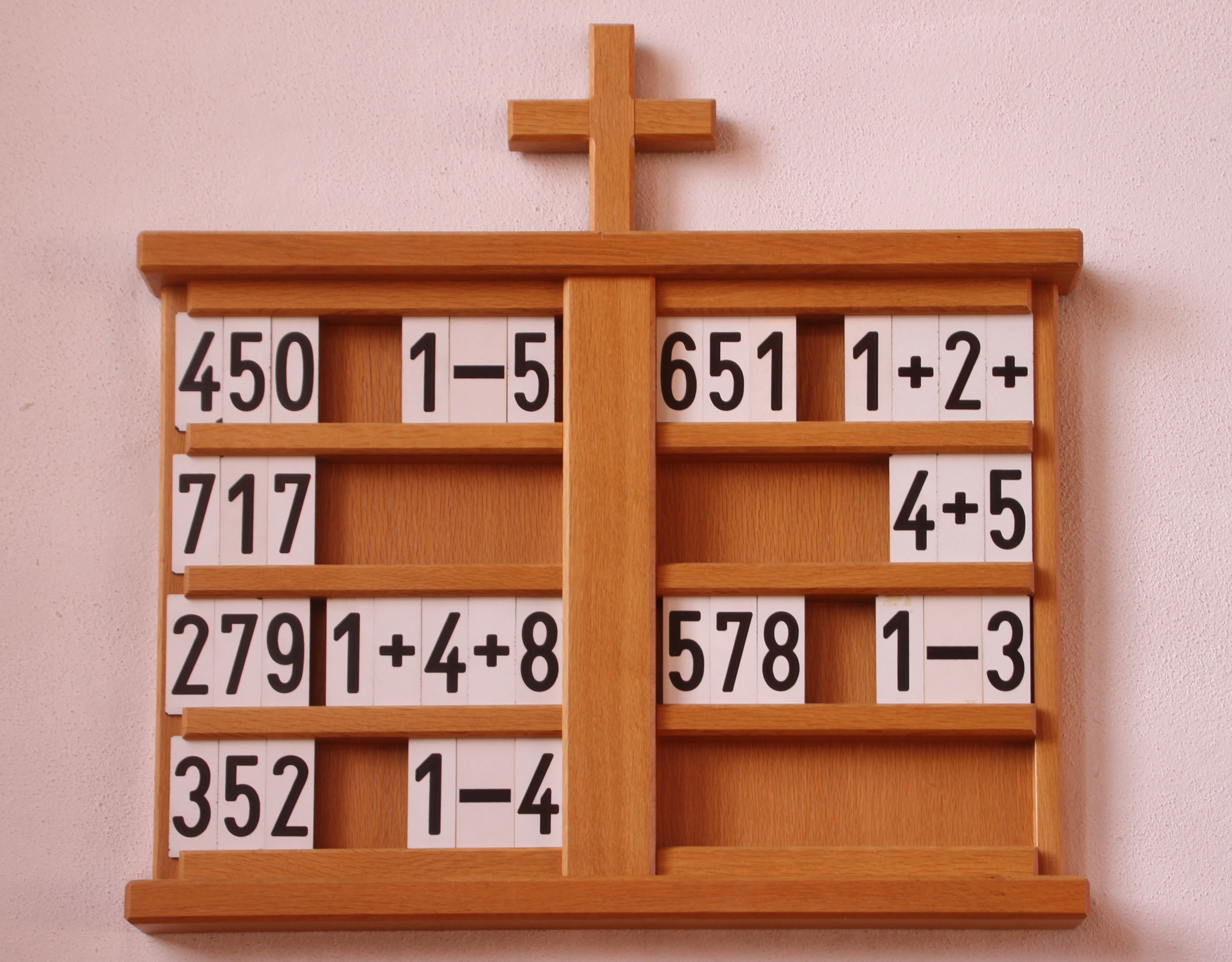
Tablica na numery pieśni

Tablica na numery pieśni – charakterystyczne wyposażenie kościołów protestanckich, stanowiące podstawowy, obok ambony (lub kazalnicy), stołu komunijnego (lub ołtarza w kościołach luterańskich), krzyża oraz chrzcielnicy (lub baptysterium w kościołach kredobaptystycznych), element wystroju świątyni.

## Historia
Tablica na numery pieśni jako element wystroju kościelnego wywodzi się z tradycji reformacyjnej. Kościoły reformowane, które odrzuciły śpiew chorałowy i dopuszczały wyłącznie śpiew psalmów wykonywany przez cały zbór, wprowadziły do użycia tablice z numerami psalmów, dzięki którym wierni mogli przygotować się do wspólnego śpiewu na nabożeństwie. W surowej architekturze kościołów kalwińskich pozbawionych wszelkich paramentów i sztuki sakralnej, tablice te, wraz z centralnie położoną amboną, stołem do Wieczerzy Pańskiej, chrzcielnicą, oraz niekiedy krzyżem i tablicami dekalogu, stanowiły jedyny szczególny element wystroju świątyni.
W kościołach luterańskich, które od początku dopuszczały śpiew pieśni obok psalmów oraz w wiekach późniejszych także w kościołach reformowanych i prezbiteriańskich na tablicy umieszczano numery pieśni ze śpiewnika, jak ma to miejsce także dzisiaj.

## Współczesność
W dużych świątyniach zazwyczaj występuje kilka tablic na numery pieśni, zaś w kościołach kilkupiętrowych ich liczba może dochodzić do kilkunastu. W większości kościołów przed każdym nabożeństwem na tablicę wsuwane są numery pieśni oraz introitu. Obecnie, w powszechnym użyciu tablice na numery pieśni występują w kościołach: ewangelicko-augsburskich, ewangelicko-reformowanych, prezbiteriańskich oraz adwentystów dnia siódmego. Tablice można także spotkać w wielu kościołach baptystycznych i metodystycznych, natomiast w kościołach zielonoświątkowych i charyzmatycznych nie występują prawie nigdy.
W Polsce tablice na numery pieśni występują przede wszystkim w Kościele Ewangelicko-Augsburskim, Ewangelicko-Reformowanym oraz Adwentystów Dnia Siódmego.